# Закон за обществения ред (1936)
Вижте пояснителната страница за други значения на Закон за обществения ред.
Законът за обществения ред от 1936 г. е първия от общо три такива акта на парламента на Обединеното кралство през 20 век. Целта му е поставането под контрол на определяните от законодателния орган на Великобритания за екстремистки политически движения през 30-те години, и персонално Британския съюз на фашистите и националсоциалистите.
До голяма степен законопроектът е дело на държавния служител Франк Ноусам. 
Конкретния повод за разработката и приемането на този закон е възникналия инцидент в Лондон, известен като битката на Кабелната улица, при който от една страна фашисти и националсоциалисти се бият с комунисти, социалисти, антифашисти, ирландци, евреи и анархисти. Законът забранява носенето на политически униформи на обществени места и по време на публични мероприятия. Също така се въвежда изискване полицията да дава предварително съгласие за провеждане на политически манифестации. Законът забранява организирането, обучението и въоръжаването на паравоенни организации от типа щурмови отряди (дублиращи полицейските органи), чийто функции и предназначение се поемат изцяло от полицията или от въоръжените сили на Нейно величество, британската кралица. Забранява се изрично употребата за партийни цели на каквато и да е физическа сила при осъществяването на каквито и да е публични мероприятия (на разрешетелен или не режим).